# Romeoville
Le village de Romeoville est situé dans le comté de Will, dans l’État de l’Illinois, aux États-Unis. Sa population s’élevait à 39 680 habitants lors du recensement de 2010, estimée à 39 706 habitants en 2016.

## Géographie
Romeoville se trouve à 42 km de Chicago.

## Source
- (en) Cet article est partiellement ou en totalité issu de l’article de Wikipédia en anglais intitulé « Romeoville, Illinois » (voir la liste des auteurs).